# Hyperprism

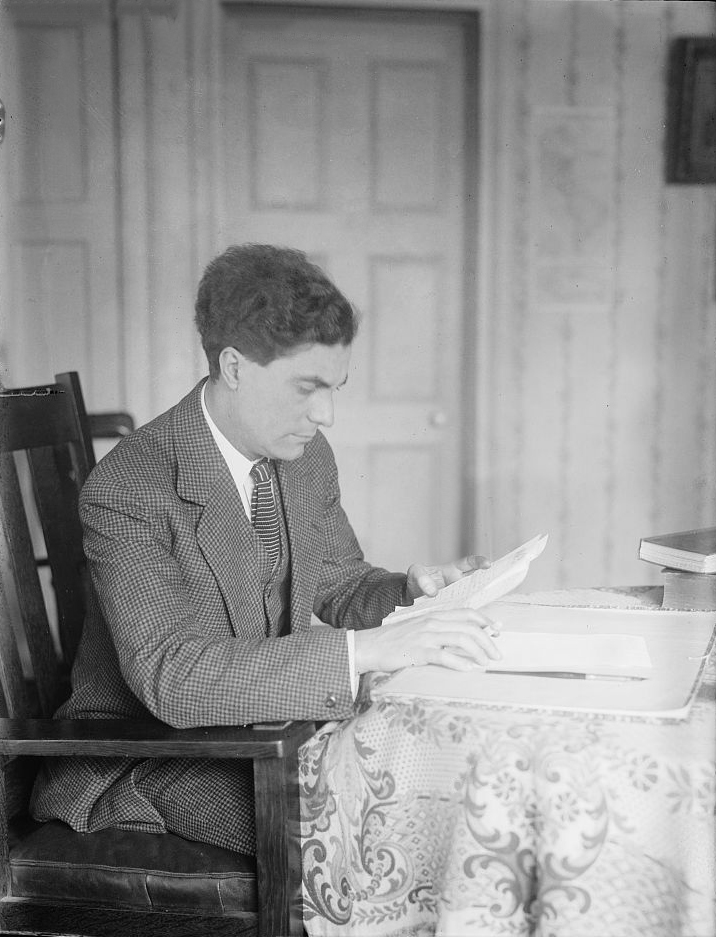
Edgard Varèse

Hyperprism est une courte œuvre d'Edgar Varèse écrite en 1922-1923 pour seize percussions et neuf instruments à vent.
Première tentative de Varèse de spatialiser la musique pour en faire une réalité prismatique dans sa dimension de décomposition, de diffraction, d'éclatement.
Référence aussi aux cristaux à partir desquels il compare les interactions des groupes d'instrumentistes dans cette partition avec les attractions et les répulsions, telles qu'elles se déroulent dans les constituants d'un cristal en formation.
La création en a été faite le 4 mars 1923 à New York, sous la direction du compositeur. L'accueil en a été houleux mais le chef d'orchestre Leopold Stokowski prend sa défense et redonne plusieurs fois la pièce la même année. Varèse déclara à cette occasion: « je m'en fous complètement qu'on n'aime pas ma musique ».
La partition a été éditée en 1924 chez Ricordi. Une nouvelle édition (chez le même éditeur) a été faite en 1986 par Richard Sacks.

## Instrumentation
- Une flûte traversière en alternance avec un piccolo, une clarinette (en mi bémol), trois cors, deux trompettes, deux trombones ;
- seize percussions (dont une sirène) interprétées par neuf[5] percussionnistes.

Durée d'exécution: environ quatre minutes.